# スキーオ
スキーオ（伊: Schio）は、イタリア共和国ヴェネト州ヴィチェンツァ県にある、人口約39,000人の基礎自治体（コムーネ）。ヴィチェンツァ、バッサーノ・デル・グラッパに次ぎ、県内第3位のコムーネ人口を有する。
12世紀以来毛織物工業が繁栄していることから、「イタリアのマンチェスター」とも呼ばれる。
「ヒデとロザンナ」のロザンナ・ザンボンの出身地である。

## 地理

### 位置・広がり

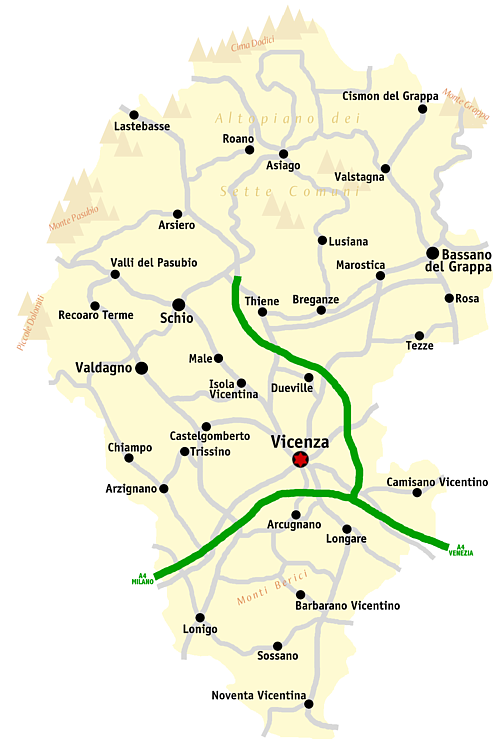
ヴィチェンツァ県概略図

#### 隣接コムーネ
隣接するコムーネは以下の通り。
- マラーノ・ヴィチェンティーノ
- モンテ・ディ・マーロ
- ポージナ
- サン・ヴィート・ディ・レグッツァーノ
- サントルソ
- トッレベルヴィチーノ
- ヴァルダーニョ
- ヴァッリ・デル・パズービオ
- ヴェーロ・ダスティコ
- ザネ

### 気候分類・地震分類
気候分類では、zona E, 2588 GGに分類される。
また、イタリアの地震リスク階級 (it) では、zona 2 (sismicità media) に分類される。

## 行政

### 分離集落
スキーオには、以下の分離集落（フラツィオーネ）がある。
- Aste (アステ), Cabrelle （カブレッレ), Giavenale (ジャベナレ), Monte Magrè (モンテ・マグレ), Piane (ピアネ), Poleo (ポレオ), Santa Caterina (サンタ・カテリナ) , Santa Maria (サンタ・マリア), San Rocco （サン・ロッコ), Sant'Ulderico (サントウルデリコ), Magrè (マグレ) , Liviera (リヴィエラ), Cà Trenta (カー・トレンタ), Ss. Trinità （サンティッシマ・トリ二ター), Santa Croce (サンタ・クローチェ)

## 姉妹都市
- ランツフート、ドイツ 1981年
- カポシュヴァール、ハンガリー 1990年
- Pétange、ルクセンブルク 1992年
- グリニー、フランス 2011年